# Stilpon subnubilus
Stilpon subnubilus is een vliegensoort uit de familie van de Hybotidae. De wetenschappelijke naam van de soort is voor het eerst geldig gepubliceerd in 1988 door Chvala.